# Бондурі
Бондурі́ — село в Україні, у Гайсинській міській громаді Гайсинського району Вінницької області. Розташоване на обох берегах річки Валик (притока Собу) за 13 км на північ від міста Гайсин та за 2 км від автошляху Р33. Населення становить 623 особи (станом на 1 січня 2015 р.).

## Історія
7 (20) листопада 1917 року, відповідно до Третього Універсалу Української Центральної Ради, увійшло до складу Української Народної Республіки.
12 червня 2020 року, відповідно до розпорядження Кабінету Міністрів України № 707-р «Про визначення адміністративних центрів та затвердження територій територіальних громад Вінницької області», село увійшло до складу Гайсинської міської територіальної громади.
19 липня 2020 року, в результаті адміністративно-територіальної реформи та ліквідації Гайсинського району (1923—2020), село увійшло до складу новоутвореного Гайсинського району.

## Населення

### Мова
Розподіл населення за рідною мовою за даними :
| Мова            | Кількість | Відсоток |
| --------------- | --------- | -------- |
| українська      | 763       | 98.96%   |
| російська       | 3         | 0.39%    |
| румунська       | 1         | 0.13%    |
| інші/не вказали | 4         | 0.52%    |
| Усього          | 771       | 100%     |

## Галерея

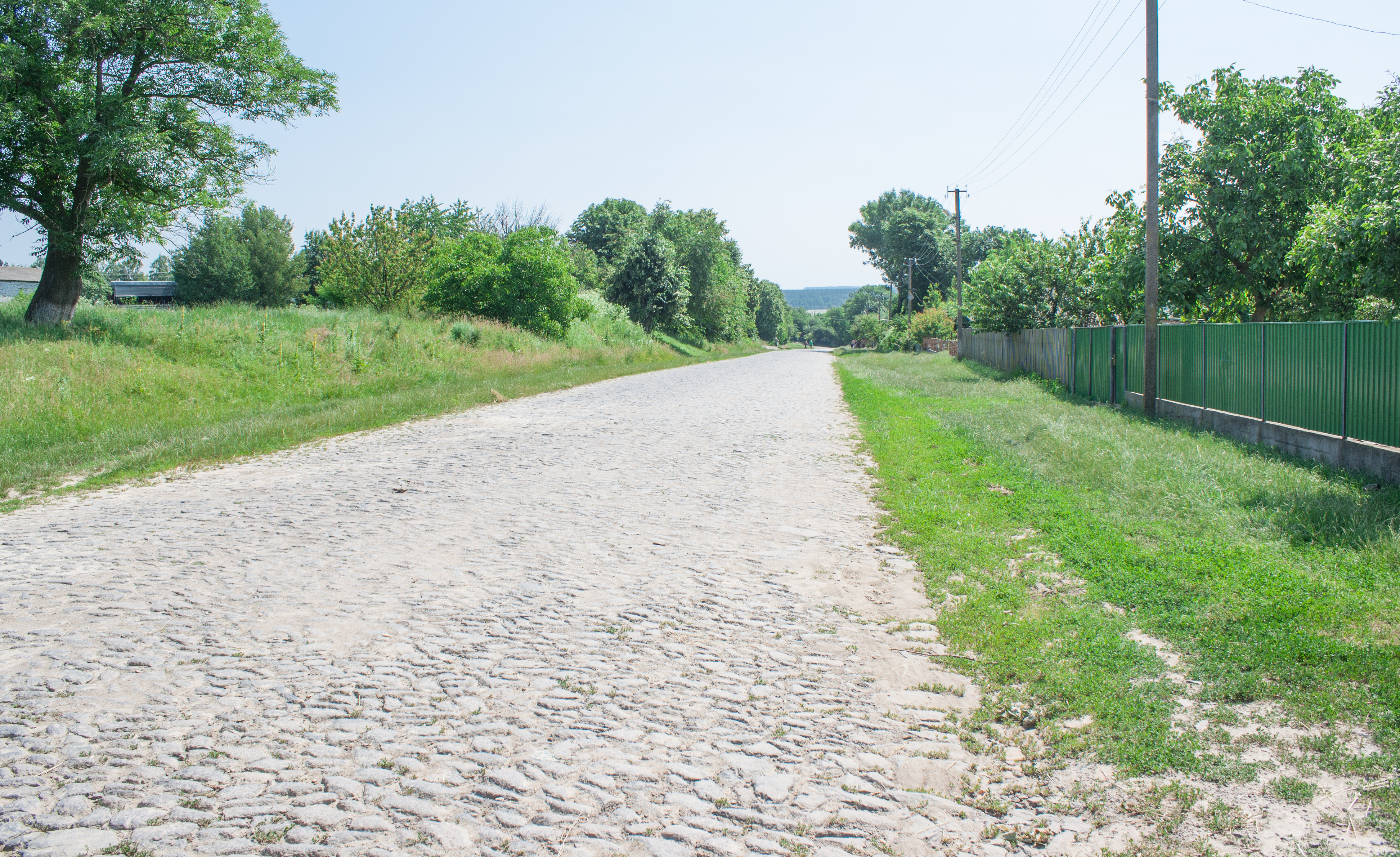
Головна вулиця
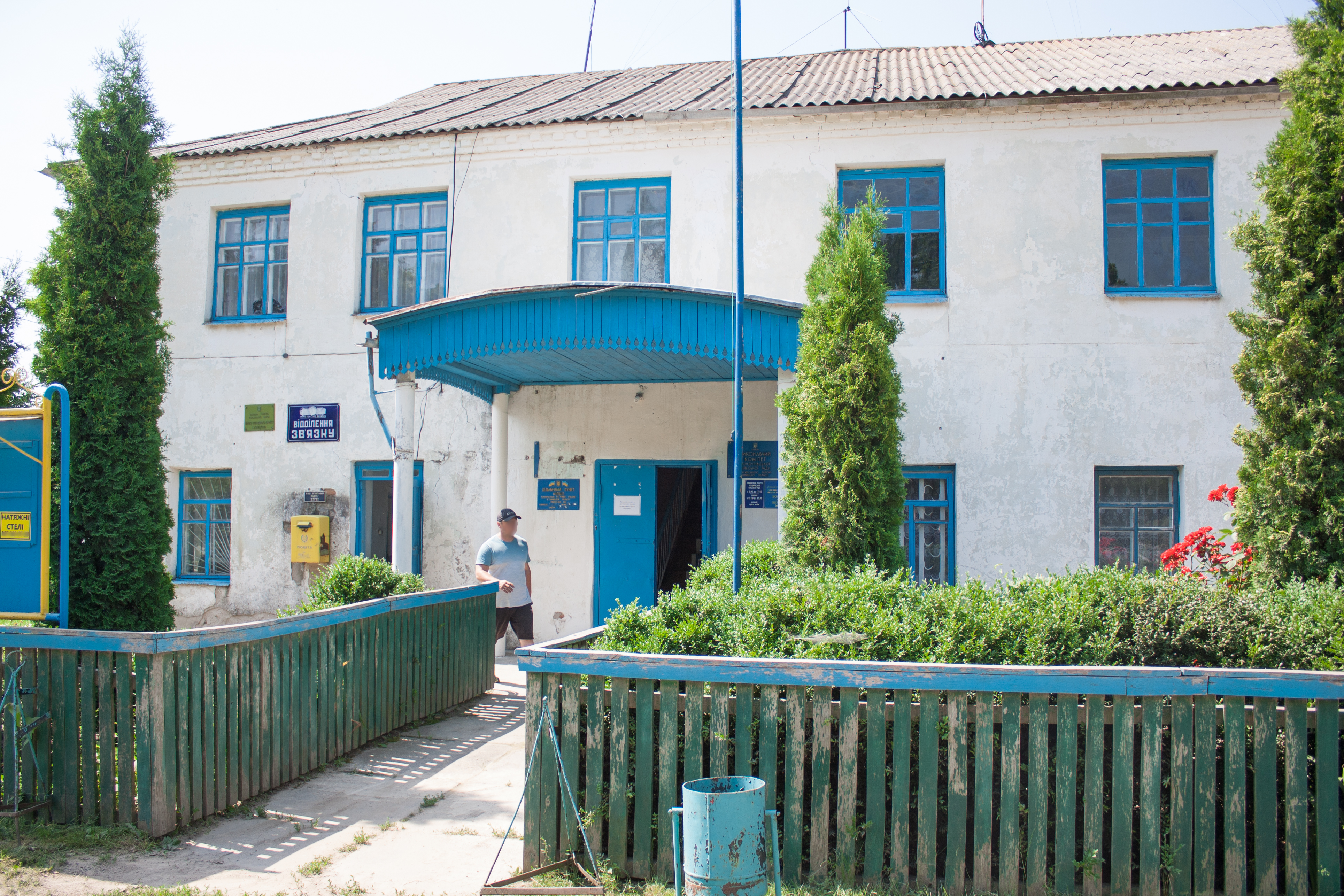
Сільська рада
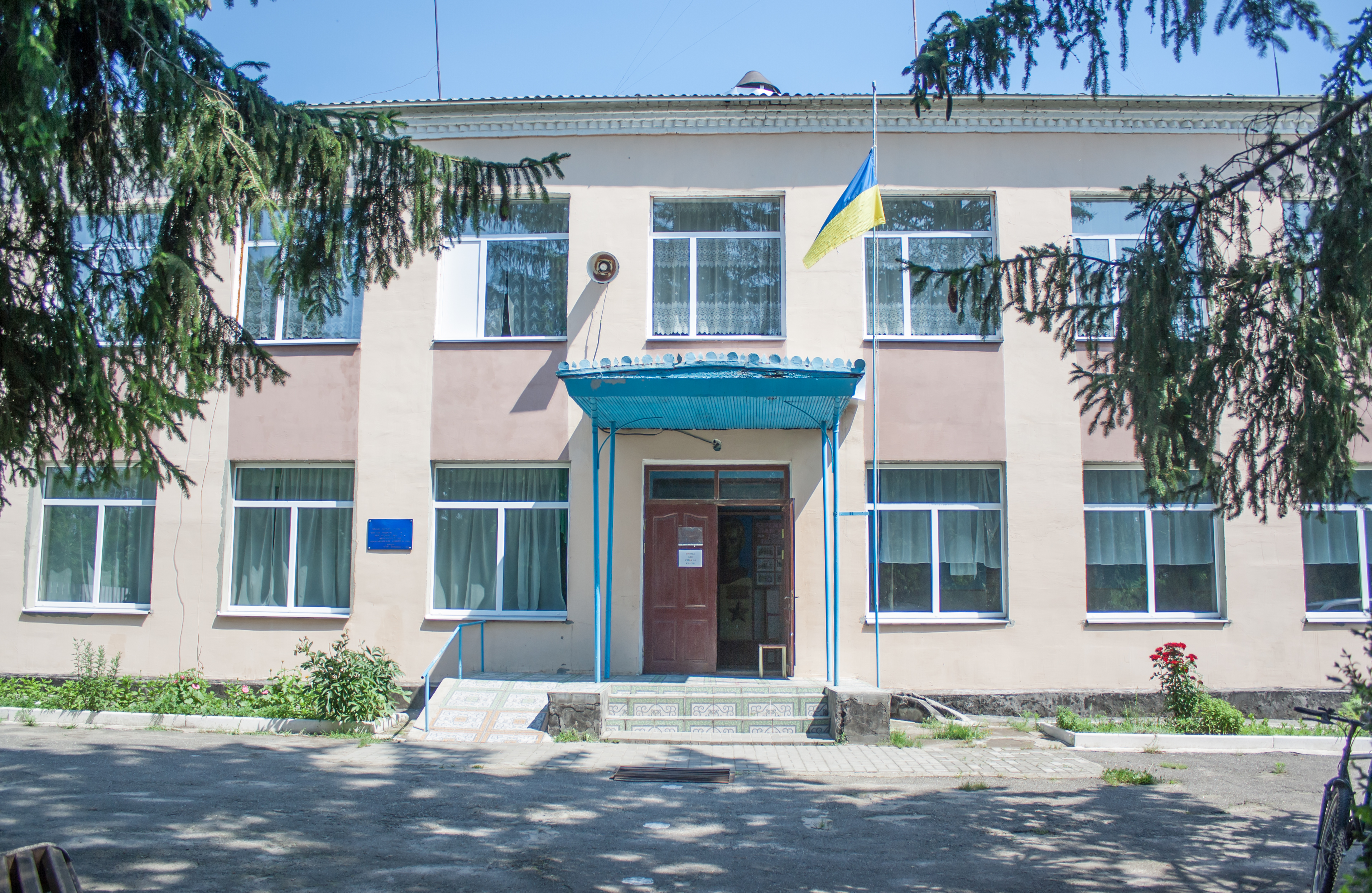
Школа
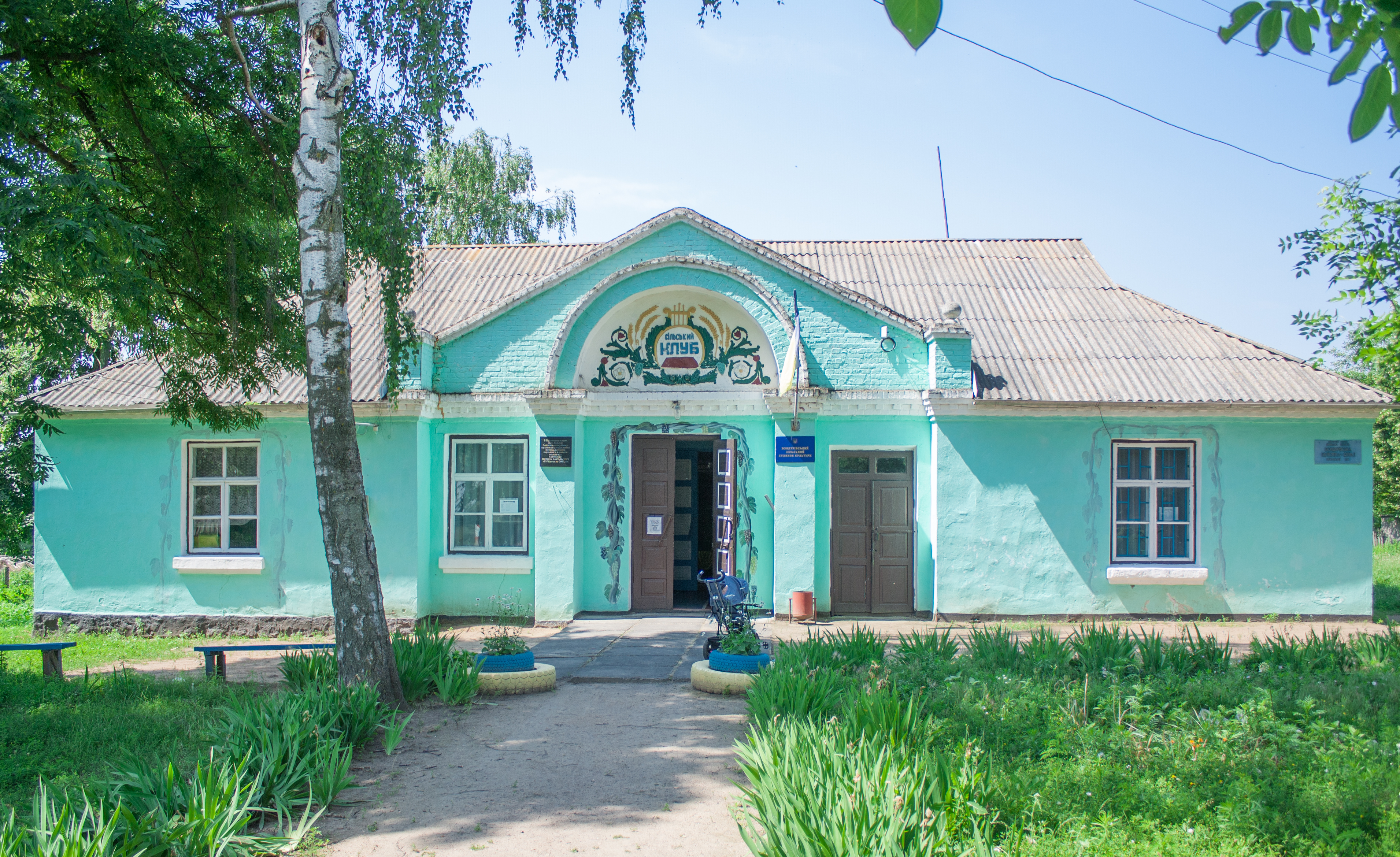
Будинок культури
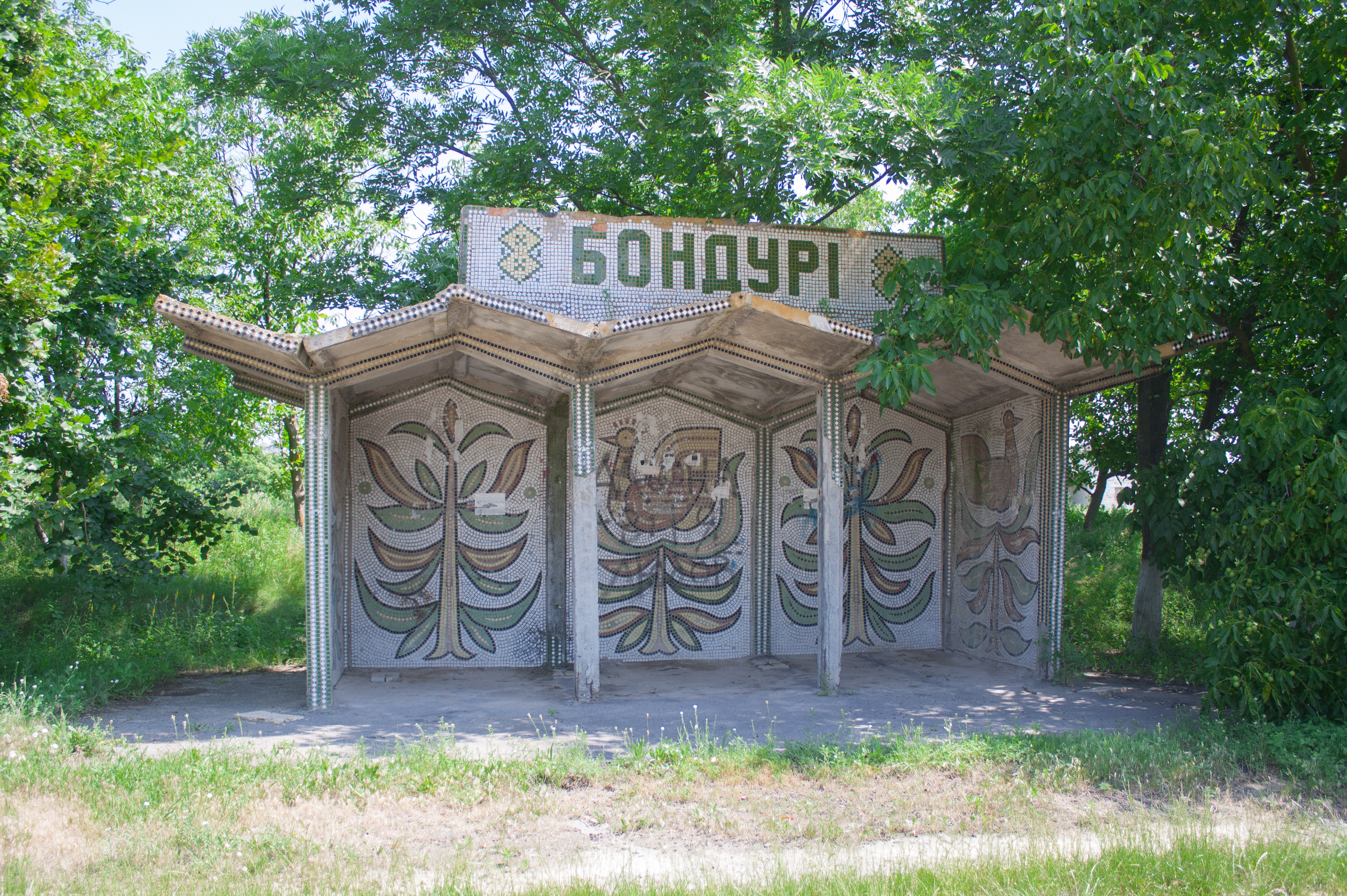
Автобусна зупинка
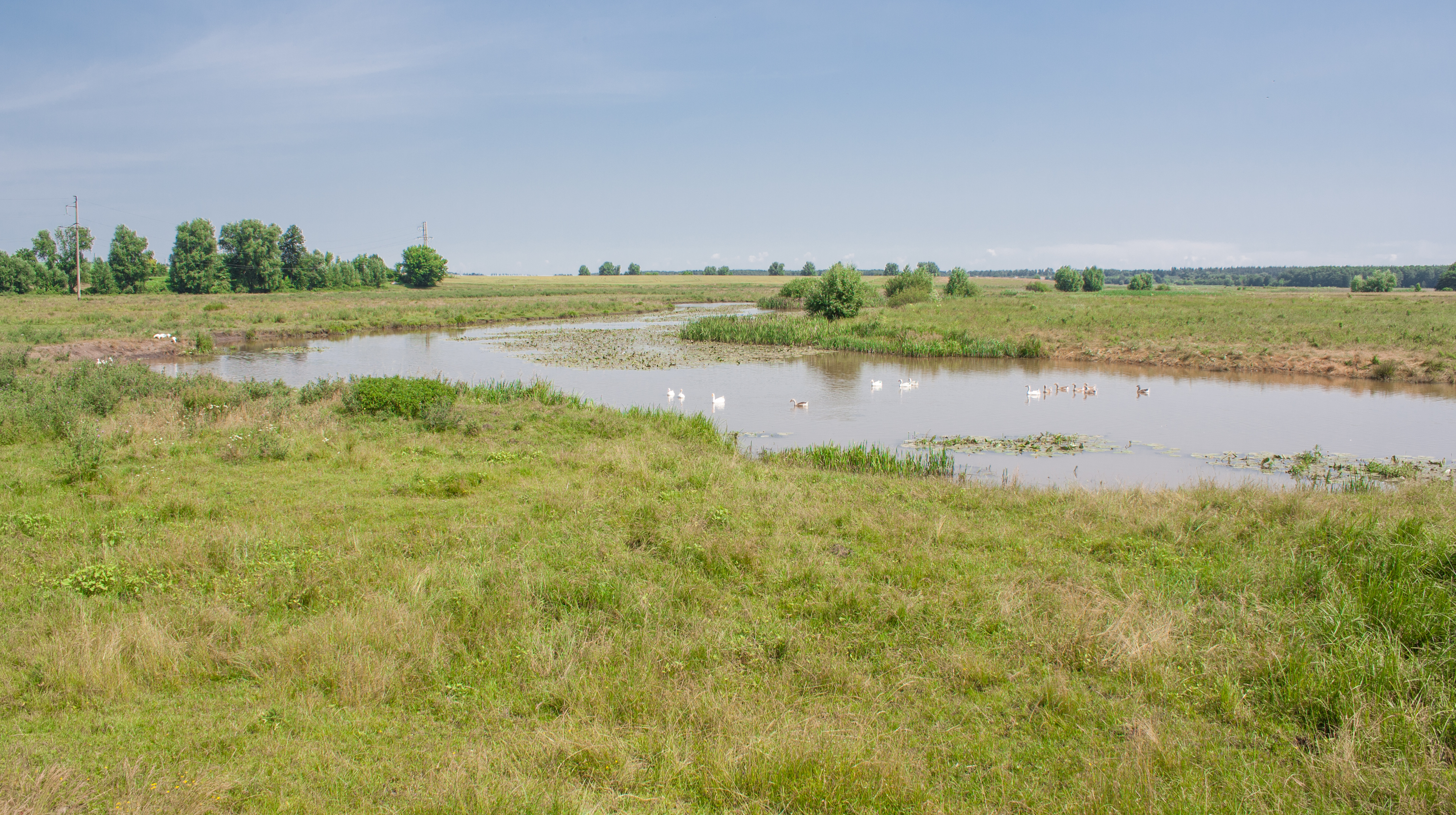
Річка Соб
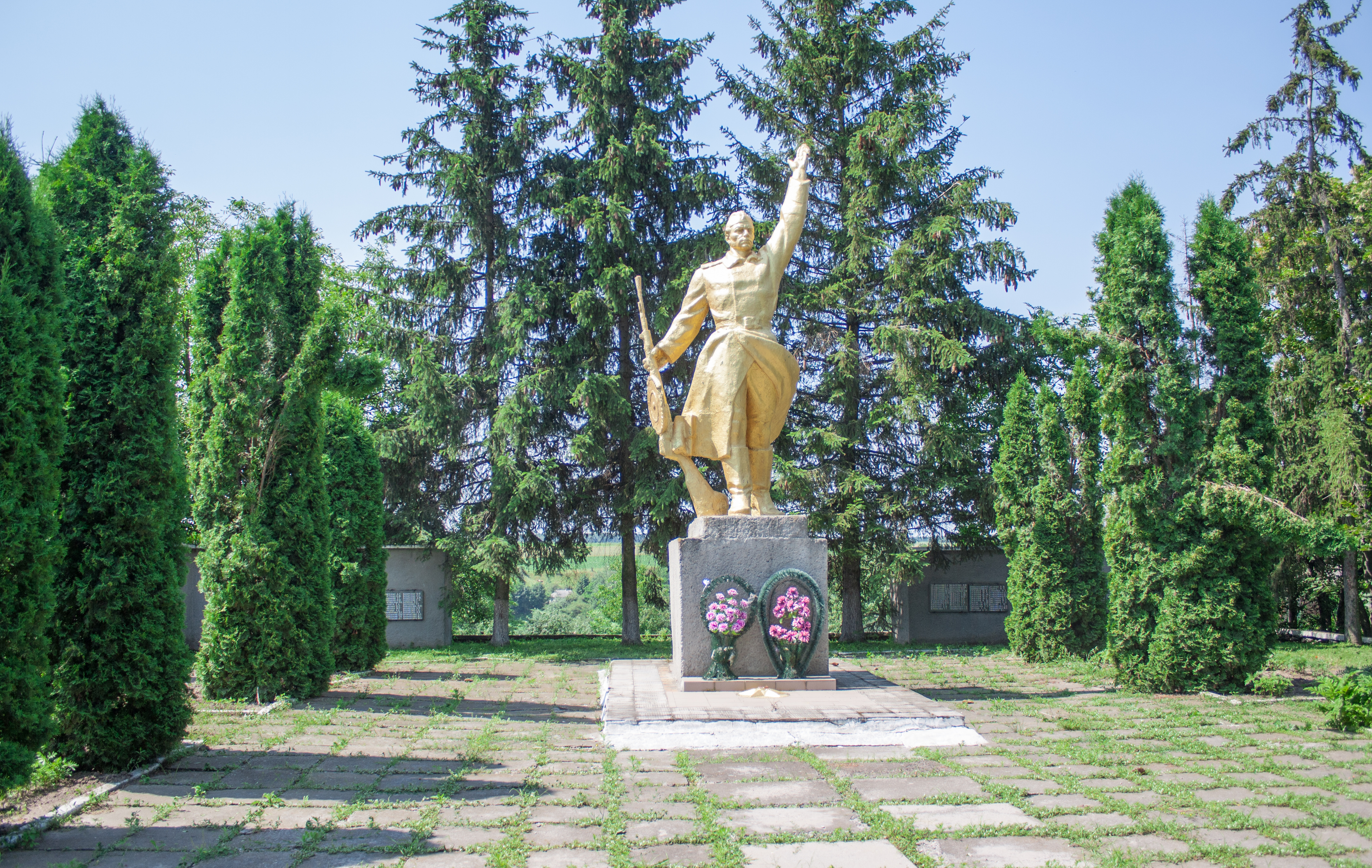
Пам'ятник воїнам-односельчанам